# بوتن
بوتن Putten  هي مدينة وبلدية بمقاطعة خيلدرلند، هولندا.

## طوبوغرافيا
خريطة طوبوغرافية هولندية لبلدية بوتن، يونيو 2015، (تقرأ بعد ثلاث نقرات على الخريطة).

## أعلام
- ساندر دويتس
- آري دي جونغ
- أوميت أوزجان